# Eugène Hubert
Pour les articles homonymes, voir Eugène Hubert (homonymie).

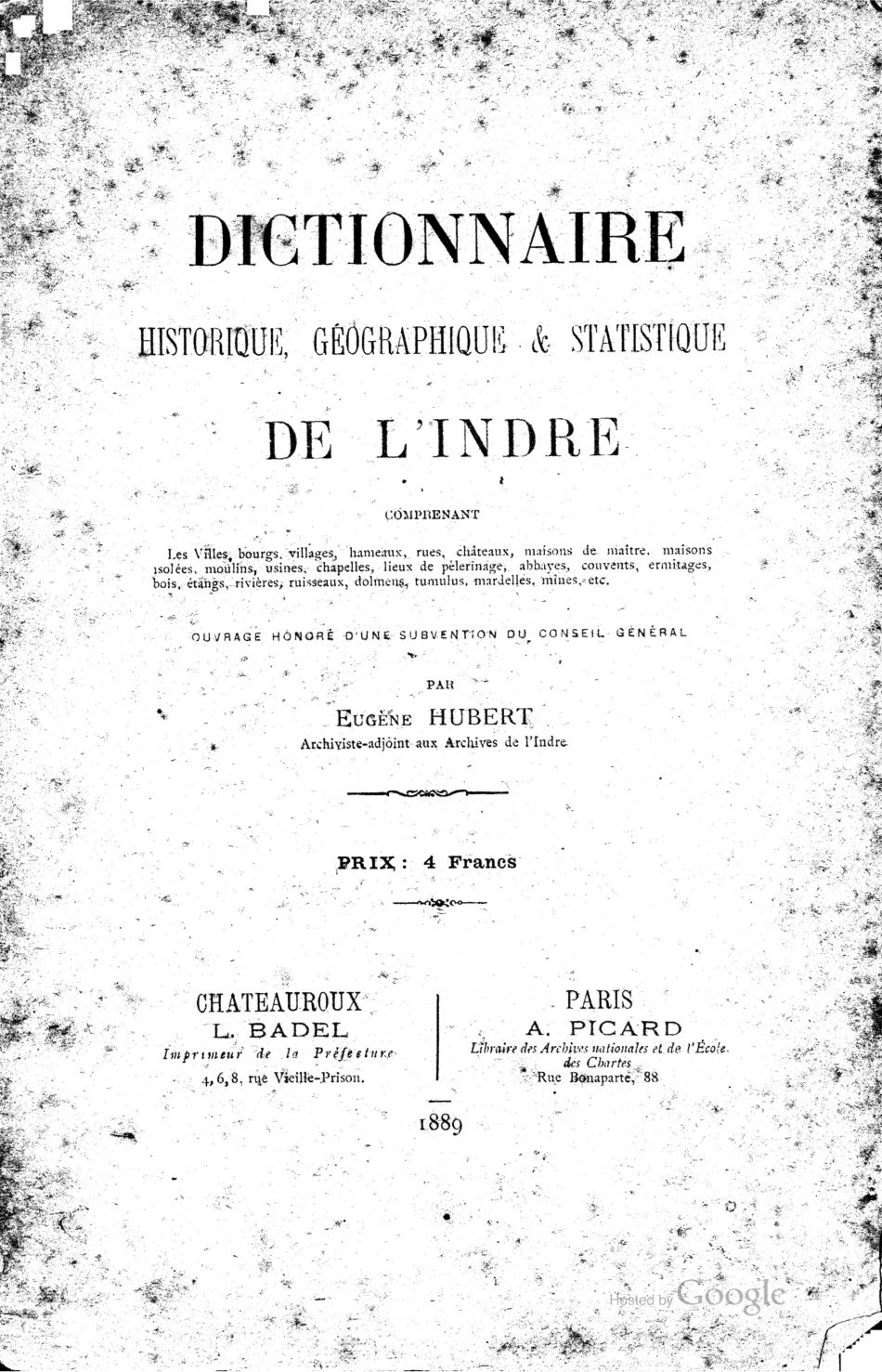
Page de titre du Dictionnaire de l'Indre d'Eugène Hubert

Eugène Hubert, de son nom complet Eugène Paul Georges Auguste Jean-Baptiste Hubert, né le 5 octobre 1866 à Châteauroux, et mort dans cette ville le 7 février 1940, est un archiviste et historien français, spécialiste de l'histoire du Berry, et en particulier de l'Indre. Il est notamment l'auteur d'un Dictionnaire historique, géographique & statistique de l'Indre, dont la première édition remonte à 1889, et qui est une ressource inestimable pour la connaissance de l'Indre à la fin du XIXe siècle. Il est le fils de l'archiviste Théodore Hubert et le père de l'archéologue Jean Hubert.

## Biographie
Eugène Hubert, fils de Théodore Hubert (1835-1904), archiviste du département de l'Indre de 1863 à 1895, est collaborateur de son père (aide-archiviste), dès l'âge de seize ans, à partir de 1882. Il entre à l'École des chartes en 1892, et soutient en 1895 une thèse sur la Géographie historique du Berry, ouvrage qui n'a pas été publié mais qui lui sert de base pour des publications ultérieures.
Il est archiviste départemental de l'Indre de 1895 à 1931. Durant cette période, il publie plusieurs recueil de chartes et une série de fascicules préfigurant une grande encyclopédie du Bas-Berry qui reste inachevée. Il est également correspondant de l'Instruction publique pour les travaux historiques, et fondateur et directeur de la Revue archéologique du Berry.
Pour décrire la personnalité d'Eugène Hubert, on peut citer Marcel Baudot :
« 
Qu'il me soit permis évoquer un souvenir personnel : le hasard une affectation militaire me valut la grande chance être accueilli à Châteauroux par Eugène Hubert avec tant de délicatesse et de bonhomie que je pus, en m'inspirant de son exemple, mieux concevoir ce que devait être la fonction d'archiviste départemental, avec comme devoir prioritaire la collecte et le classement des fonds archives, la publication d'un état sommaire de la documentation engrangée dans son dépôt et l'énumération des sources complémentaires, la tenue d'un fichier d'histoire locale aussi étendu que possible et la rédaction des instruments de recherches les plus utiles aux chercheurs; une autre tâche s'imposait : celle d'être un guide pour les membres des sociétés savantes les enseignants et les maires et contribuer par la publication de documents inédits significatifs aux progrès de la recherche historique Cela avait été le rôle rempli aux Archives de Indre par Eugène Hubert. »
— Marcel Baudot

## Publications et fonds photographique

### Cartulaires
- « Recueil général des chartes intéressant le département de l'Indre du VIe au XIe siècle », Revue archéologique du Berry, éditée par l'Académie du Centre. Châteauroux, A. Mellottée et Paris, A. Picard, 1899, p. 81-272 et 1901, p. 81-223[2].

Contient par exemple la charte de fondation de l'abbaye de Déols (n° 5, p. 102-106) et la bulle du pape Pascal II (n° 113, p. 137-143).
- Recueil des chartes en langue française du XIIIe siècle conservées aux Archives départementales de l'Indre, avec des notes explicatives, Paris, A. Picard, 1885, 31 p.
- Cartulaire des seigneurs de Châteauroux : 917-1789, avec annotations historiques, Châteauroux, L. Badel, 1931, XI+373 p. sur 2 colonnes.

### Ouvrages historiques
- Dictionnaire historique, géographique & statistique de l'Indre, Châteauroux et Paris, L. Badel et A. Picard, 1889 (lire en ligne)

Cet ouvrage a été reproduit en facsimilé, avec en annexe une bibliographie des œuvres de l'auteur par Marie-Clotilde Hubert et une introduction par Jean Hubert, à Paris, A. Picard, 1985,  (ISBN 2-7084-0125-4) dans la collection « Bibliothèque de la sauvegarde de l'art français »,  (ISSN 0223-2987), Notice sudoc.
- Le Bas-Berry, histoire et archéologie du département de l'Indre. Fascicules réalisés : cantons d'Ardentes (1902), Argenton (1905), Buzançais (1908) (les cantons sont décrits par ordre alphabétique). Une partie du fascicule sur Châteauroux et Déols (les origines de la ville et l'histoire du Château-Raoul) paraît en 1930, en collaboration avec son fils Jean. Le premier fascicule comprend des aquarelles d'André des Gachons.

L'ensemble de ces fascicules est réédité en 2010, à Saint-Paul, Éditions le Puy Fraud, 2010,  (ISBN 978-2-919545-02-5).

### Inventaires et répertoires
- Inventaire sommaire des Archives départementales antérieures à 1790 de l'Indre
  - archives civiles, série A, apanage du comte d'Artois; Châteauroux, L. Badel , 1901.
  - archives ecclésiastiques, série G, clergé séculier, Théodore et Eugène Hubert Châteauroux : L. Badel , 1903.
- Répertoire numérique 
  - de la série Q, biens nationaux, Châteauroux, L. Badel , 1914.
  - de la série L : documents de la période révolutionnaire, 1790-an VIII, Châteauroux, L. Badel , 1933, lire en ligne.

### Photographies
Eugène Hubert parcourt le département et réalise des photographies à partir de 1888. Plus de 2 000 clichés ont été classés et numérisés.

## Hommages
La bibliothèque municipale de Déols porte le nom Bibliothèque municipale Eugène Hubert.